# Vida y muerte de la República Española
Vida y muerte de la República Española es un libro de Henry Buckley, periodista y corresponsal de guerra británico, publicado en Londres en 1940. Pocas semanas después de su lanzamiento, el almacén donde se guardaban las copias fue bombardeado por los alemanes quedando a salvo solo algunos ejemplares. En 2004 fue publicado en español, traducido por su hijo, el historiador Ramón Buckley. En 2013 fue reeditado y publicado también en inglés.  En el prólogo el historiador y escritor Paul Preston lo sitúa entre uno de los cinco mejores libros sobre la Guerra civil española. Ha sido traducido también al catalán.

## Sinopsis
Consta de treinta y tres capítulos más una introducción. El autor utiliza la técnica del sumario narrativo con la que consigue sintetizar en algo más de trescientas páginas acontecimientos históricos de España acaecidos entre 1929 y 1939.
Se podría dividir en dos partes. La primera, hasta el capítulo decimotercero, abarcaría el periodo de la República en tiempos de paz. En esta parte el autor regresa a tiempos anteriores, realiza semblanzas de personajes del momento y nos habla de hechos políticos vividos por él. Dedica capítulos a Primo de Rivera, Alfonso XIII, José María Gil Robles, Manuel Azaña, Enrique Líster y Juan Negrín. La segunda parte está centrada en la Guerra civil. Aquí los títulos de los capítulos son los nombres de las batallas, por ejemplo, la  Batalla de Guadalajara, la  Batalla de Teruel o la Batalla del Ebro.
Los hechos se presentan en orden cronológico, en el primer capítulo cuenta la caída de la dictadura de Primo de Rivera y en el último la victoria del ejército de Franco diez años después. En la narración emplea métodos propios de la novela que convierte al libro en un reportaje novelado donde la primera persona tiene gran importancia y él actúa como narrador, expresando su opinión sobre los hechos narrados, lo que imprime al texto una gran carga subjetiva. Describe como sucedieron aportando datos y contexto, histórico y social, para su comprensión.